# 悪役令嬢は隣国の王太子に溺愛される
『悪役令嬢は隣国の王太子に溺愛される』（あくやくれいじょうはりんごくのおうたいしにできあいされる）は、ぷにちゃんによる日本のライトノベル作品。ビーズログ文庫（KADOKAWA）より2016年10月から刊行されている。イラストは成瀬あけのが担当している。2016年3月から『小説家になろう』にて連載されている。2024年3月時点で電子版を含めたシリーズ累計部数は500万部を突破している。
『B's-LOG COMIC』（KADOKAWA）よりほしなによるコミカライズが2017年12月から連載されている。スピンオフとなる『悪役令嬢は推しが尊すぎて鼻血が止まりません！』が『小説家になろう』にて2020年7月から8月にかけて連載され、『悪役令嬢は推しが尊すぎて今日も幸せ』のタイトルで2021年1月にビーズログ文庫より刊行されている。イラストはすがはら竜。真丸イノによる漫画版は『B's-LOG COMIC』にて2021年1月発売のVol.96より連載。テレビアニメが2026年1月より放送予定。
いわゆる「悪役令嬢」もののライトノベルであり、王道溺愛ストーリーである。

## あらすじ
日本に住んでいたとある女性は、事故に遭い、死亡してしまう。目を覚ますと、自分がハマっていた乙女ゲーム『ラピスラズリの指輪』の悪役令嬢である、ティアラローズに転生していた。気づいた時にはもう遅く、卒業パーティーで婚約者である王太子・ハルトナイツに断罪される直前だった。予定通り断罪され、戸惑うティアラローズの元に隣国マリンフォレストから留学していた王太子・アクアスティードが求婚する。ティアラローズはアクアスティードの婚約者になり、その後も事件に巻き込まれながらも、彼と幸せになっていく。

## 登場人物
声は、オーディオドラマ・ドラマCD・PV・テレビアニメの共通キャスト。
ティアラローズ・ラピス・クレメンティール
声 - 渕上舞
本作の主人公。落ち着いていて優雅で品があるクレメンティール公爵令嬢。事故で死亡し、前世でプレイしていた乙女ゲーム『ラピスラズリの指輪』の悪役令嬢に転生してしまう。ラピスラズリ王国の王太子、ハルトナイツと婚約していたが、パーティーで断罪され、その時に次作のメイン攻略対象である隣国マリンフォレストのアクアスティードに求婚される。実は本人はスイーツ好きである。
アクアスティード・マリンフォレスト
声 - 梅原裕一郎
隣国マリンフォレストの王太子。次作のメイン攻略対象。一年間ラピスラズリの王立ラピスラズリ学園へと語学留学している。木陰で本を読んでいるティアラローズの横顔をよく見ており、片思いをしていた。ティアラローズが倒れた時に介抱した人物でもある。ティアラローズがハルトナイツに断罪された時に、求婚する。
ハルトナイツ・ラピスラズリ・ラクトムート
声 - 佐藤拓也
ラピスラズリ王国の王太子。乙女ゲーム『ラピスラズリの指輪』のメイン攻略対象。ヒロインには優しく温厚であるが、悪役令嬢であるティアラローズには冷たく厳しい。貴族の養女として王立ラピスラズリ学園に編入してきたアカリに恋をし、婚約者であるティアラローズを断罪する。
アカリ
声 - 花守ゆみり
ラピスラズリ王国の貴族の養女。日本から転移してきた、本作のプレイヤーであり、ヒロイン。メイン攻略対象であるハルトナイツを攻略し、彼と共にティアラローズを断罪する。
キース
声 - 諏訪部順一
ラピスラズリの隣国マリンフォレストの妖精王。次作の登場人物。自分が現れた時に見たティアラローズに一目惚れし、彼女をアクアスティードから奪い取ろうと決闘を申し込むが、ティアラローズとアクアスティードの愛の力に圧倒され、ティアラローズを諦める。以降は彼女にピンチがあった場合、手助けをしたりしている。

## 制作背景
本作はファンタジー作品であることから自身で好きに設定を作ることができるが、最初の段階で設定を詰めていなかったことから国の文化や背景をどのように描いていくのかについて苦労したと作者・ぷにちゃんは明かしている。
コミカライズの作画担当・ほしなは原作小説を読んでいく中でイメージが湧きにくい部分があればその都度ぷにちゃんにヒアリングするようにしており、例えば街並みについては参考写真を見せてもらったり世界の綺麗な景色が写っている写真集を参考にしたりしながら頭の中で組み立てていったと述べている。また、作画を行う過程で原作小説でビジュアルが判明していなかったキャラクターについてはぷにちゃんと打ち合わせをしながらデザインを考えていくとしているが、その中で意識した点として以下のように述べている。

## 既刊一覧

### 小説
- ぷにちゃん（著）・成瀬あけの（イラスト） 『悪役令嬢は隣国の王太子に溺愛される』 KADOKAWA〈ビーズログ文庫〉、既刊14巻（2023年11月15日現在）
  1. 2016年10月15日初版発行（同日発売[15]）、ISBN 978-4-04-728257-5
  2. 2017年2月15日初版発行（同日発売[16]）、ISBN 978-4-04-734479-2
  3. 2017年6月15日初版発行（同日発売[17]）、ISBN 978-4-04-734671-0
  4. 2017年10月13日初版発行（同日発売[18]）、ISBN 978-4-04-734799-1
  5. 2018年2月15日初版発行（同日発売[19]）、ISBN 978-4-04-734800-4
  6. 2018年6月15日初版発行（同日発売[20]）、ISBN 978-4-04-735184-4
  7. 2019年1月15日初版発行（同日発売[21]）、ISBN 978-4-04-735291-9
  8. 2019年10月15日初版発行（同日発売[22]）、ISBN 978-4-04-735292-6
  9. 2020年3月15日初版発行（同日発売[23]）、ISBN 978-4-04-736043-3
  10. 2020年7月15日初版発行（同日発売[24]）、ISBN 978-4-04-736092-1
  11. 2021年1月15日初版発行（同日発売[25]）、ISBN 978-4-04-736094-5
  12. 2021年7月15日初版発行（同日発売[26]）、ISBN 978-4-04-736695-4
  13. 2022年3月15日初版発行（同日発売[27]）、ISBN 978-4-04-736695-4
  14. 2023年11月15日初版発行（同日発売[28]）、ISBN 978-4-04-737105-7
- ぷにちゃん（著）・すがはら竜（イラスト）・成瀬あけの（キャラクター原案） 『悪役令嬢は推しが尊すぎて今日も幸せ』 KADOKAWA〈ビーズログ文庫〉、既刊2巻（2022年3月15日現在）
  1. 2021年1月15日発売[7]、ISBN 978-4-04-736095-2
  2. 2022年3月15日発売[29]、ISBN 978-4-04-736955-9

### 漫画
- ぷにちゃん（原作）・成瀬あけの（キャラクター原案）・ほしな（作画） 『悪役令嬢は隣国の王太子に溺愛される』 KADOKAWA〈B's-LOG COMICS〉、既刊15巻（2025年1月31日現在）
  1. 2018年6月15日初版発行（同日発売[30]）、ISBN 978-4-04-735199-8
  2. 2018年11月1日初版発行（同日発売[31]）、ISBN 978-4-04-735397-8
  3. 2019年5月1日初版発行（4月30日発売[32]）、ISBN 978-4-04-735555-2
  4. 2019年11月1日初版発行（同日発売[33]）、ISBN 978-4-04-735760-0
  5. 2020年2月29日初版発行（同日発売[34]）、ISBN 978-4-04-736031-0
  6. 2020年7月1日初版発行（6月30日発売[35]）、ISBN 978-4-04-736166-9
  7. 2020年12月28日初版発行（同日発売[36]）、ISBN 978-4-04-736449-3
    - 「ドラマCD付限定版」同日発売[37]、ISBN 978-4-04-736461-5

  8. 2021年7月1日初版発行（同日発売[38]）、ISBN 978-4-04-736680-0
  9. 2021年12月1日初版発行（同日発売[39]）、ISBN 978-4-04-736851-4
  10. 2022年6月1日初版発行（同日発売[40]）、ISBN 978-4-04-737073-9
  11. 2022年12月27日発売[41]、ISBN 978-4-04-737326-6
  12. 2023年6月30日発売[42]、ISBN 978-4-04-737539-0
  13. 2024年2月1日発売[43]、ISBN 978-4-04-737807-0
  14. 2024年8月1日発売[44]、ISBN 978-4-04-738062-2
  15. 2025年1月31日発売[45]、ISBN 978-4-04-738286-2
- ぷにちゃん（原作）・すがはら竜（キャラクター原案）・真丸イノ（作画） 『悪役令嬢は推しが尊すぎて今日も幸せ』 KADOKAWA〈B's-LOG COMICS〉、全3巻
  1. 2021年7月1日発売[46]、ISBN 978-4-04-736682-4
  2. 2022年4月1日発売[47]、ISBN 978-4-04-736971-9
  3. 2023年6月1日発売[48]、ISBN 978-4-04-737252-8

## テレビアニメ
2025年7月にアニメ化が発表された。テレビアニメとして2026年1月より放送予定。

### スタッフ
- 原作 - ぷにちゃん（ビーズログ文庫刊）[9]
- 原作イラスト - 成瀬あけの[9]
- 監督 - 浜名孝行[9]
- シリーズ構成 - 成田良美[9]
- キャラクターデザイン - まじろ[9]
- アニメーション制作 - スタジオディーン[9]
- 製作 - 「悪役令嬢は隣国の王太子に溺愛される」製作委員会[9]

## コンピュータゲーム
オペラハウスより、Nintendo Switch用ソフト『悪役令嬢は隣国の王太子に溺愛される』が2024年3月21日に発売。ジャンルは恋愛シミュレーションゲーム。